# Лепин, Станислас
Станислас Виктор Эдуар Лепин (фр. Stanislas Victor Edouard Lépine, 3 октября 1835, Кан — 28 сентября 1892, Париж) — французский художник, специализировавшийся на пейзажах, особенно видах Сены.

## Биография
Станислас Лепин родился в Кане 23 октября 1835 года. В 1859 году познакомился с Коро и через год стал его учеником. 
Любимой темой Лепина была Сена, которую он писал на протяжении всей своей жизни. В 1874 году принял участие в первой выставке импрессионистов, хоть и не входил в их группу, несмотря на то, что был одним из бесспорных предшественников импрессионистов.
Скоропостижно скончался в Париже в 1892 году.